# Большой Бащелак
Большой Бащелак — село в Чарышском районе Алтайского края. До 4 марта 2022 года входило в состав сельского поселения Малобащелакский сельсовет.

## История
Основано в 1720 г. В 1928 году состояло из 245 хозяйств, основное население — русские. В административном отношении являлось центром Большебащелакского сельсовета Бащелакского района Бийского округа Сибирского края.

## Население
| 1926 | 1997 | 1998 | 1999 | 2000 | 2001 |
| ---- | ---- | ---- | ---- | ---- | ---- |
| 1600 | ↘351 | ↗363 | ↘359 | ↗422 | ↘331 |
| 2002 | 2003 | 2004 | 2005 | 2006 | 2007 |
| ↘298 | ↘270 | ↘268 | →268 | ↘242 | ↗243 |
| 2008 | 2009 | 2010 | 2011 | 2012 | 2013 |
| ↘214 | ↗226 | ↘184 | ↘182 | ↘171 | ↘170 |

Национальный состав
Согласно результатам переписи 2002 года, в национальной структуре населения русские составляли 99 %.